# Neocerambyx paris
Neocerambyx paris är en skalbaggsart som först beskrevs av Christian Rudolph Wilhelm Wiedemann 1821. Neocerambyx paris ingår i släktet Neocerambyx och familjen långhorningar.
Artens utbredningsområde är Myanmar. Utöver nominatformen finns också underarten N. p. luzonicus.